# Dioryctria ebeli
Dioryctria ebeli je druh můry z čeledi Pyralidae. Vyskytuje se v amerických státech Floridy, jižní části Jižní Karolíny, Georgie, Alabamy, Massachusetts a jihovýchodní Louisiany.
Larvy se živí druhy borovice. nejčastěji se živí vyvíjejícími se šiškami své hostitelské rostliny, výjimečně se vyskytují také na mladých rostoucích špičkách větví. V zimě byly zaznamenány na hálkách z vřetenovité rzi.